# Pelecia retusalis
Pelecia retusalis är en fjärilsart som beskrevs av Jacob Hübner 1818. Pelecia retusalis ingår i släktet Pelecia och familjen nattflyn. Inga underarter finns listade i Catalogue of Life.